# 山火正則
山火 正則（やまび まさのり、1939年〈昭和14年〉12月23日 -2018年〈平成30年〉1月15日  ）は、日本の法律学者。神奈川大学名誉教授。専攻は刑事法学。

## 略歴
1939年（昭和14年）12月23日、北海道小樽市に生まれる。1963年（昭和38年）東北大学文学部哲学科卒業。1970年（昭和45年）東北大学大学院法学研究科公法専攻博士課程修了（法学博士）。神奈川大学法学部教授。神奈川大学学長（2000年 - 2007年）。科刑論、罪数論等で重要な理論的要素となる、犯罪競合（「観念的競合」、「法条競合」、「かすがい理論」、「幅の理論」等）等に関する論文を執筆した。また、明治40年刑法典の成立過程に関する研究にも注力した。日本刑法学会、日本法社会学会、東北法学会所属。
2018年1月15日、肺炎のため横浜市の病院で死去（78歳）。

## 主な著書・論文
- 特別刑法の総合的研究（1979年-1980年）
- 包括的一罪（判例刑法研究4）有斐閣、1981年
- 司法試験短答式演習刑法Ⅰ[総論] 、Ⅱ[各論]：川端博と共著、法学書院、1984年
- 特別刑法と犯罪の個数（注釈特別刑法第１巻）立花書房、1985年
- 現行刑法の成立過程（1985年-1986年）
- 誤想防衛と過剰防衛（刑法基本講座第3巻）法学書院、1994年
- 構成要件の意義と権能（刑法基本講座第2巻）法学書院、1994年
- 現行刑法の改正作業に関する総合的研究（1997-1998年）
- 日本立法資料全集 刑法〔明治40年〕：内田文昭・吉井蒼生夫と共編著 信山社
- 牽連犯（内田文昭先生古希祝賀論集）青林書院、2002年
- 犯罪の個数（河上和夫先生古希祝賀論集）青林書院、2003年
- 刑法を学ぼうとしている人々へ (神奈川大学入門テキストシリーズ) 御茶ノ水書房、2010年